# Kasper Zebrzydowski (wojewoda)
Kasper Zebrzydowski z Więcborka herbu Radwan (ur. ok. 1500, zm. 1 kwietnia 1584 w Krakowie) – kasztelan kaliski, kasztelan nakielski, kasztelan rogoziński, wojewoda kaliski.

## Rodzina
Urodził się jako najmłodszy syn starosty żnińskiego Wojciecha Zebrzydowskiego (zm. 1525) i Elżbiety Krzyckiej (zm. 1553), rodzonej siostry arcybiskupa gnieźnieńskiego Andrzeja Krzyckiego (1482-1532). Miał liczne rodzeństwo: trzech braci i sześć sióstr. Bracia jego: Andrzej Zebrzydowski (1496–1560) był biskupem kamienieckim, chełmińskim i krakowskim; Bartłomiej Zebrzydowski (zm. 1560\1561) pełnił obowiązki kasztelana brzeskiego, następnie wojewody brzeskokujawskiego i inowrocławskiego; Mikołaj Zebrzydowski (zm. ok. 1568) był starostą raciążskim, z małżeństwa z Anną Sampolborską pozostawił dziewięcioro dzieci. Siostry Kaspra: Katarzyna poślubiła Palędzkiego; Anna został żoną Kcyńskiego, Dorota wyszła za mąż za Rafała Górskiego; Barbara została wybranką Płomykowskiego; Małgorzata po mężu Karska, natomiast Jadwiga Zebrzydowska dwukrotnie wychodziła za mąż. Pierwszym jej mężem był Andrzej Karnowski, drugim zaś Nikodem Łekiński, kasztelan nakielski.
Kasper Zebrzydowski ożenił się z Anną z Zakliczyna Jordanową herbu Trąby, córką Spytka Wawarzyńca Jordana (1518-68), kasztelana krakowskiego i Anny z Sieniawskich. Z małżeństwa urodziło się czworo dzieci: Piotr - dziekan przemyski, altarysta kaplicy Zebrzydowskich w katedrze krakowskiej; Andrzej Zebrzydowski z Więcborka sprawował urząd kasztelana śremskiego; Kasper; jedyna córka Elżbieta Zebrzydowska poślubiła Jana Orzelskiego, kasztelana rogozińskiego.

## Pełnione urzędy
Został mianowany kasztelanem nakielskim w 1560 roku. Od 1563 roku piastował urząd kasztelana rogozińskiego.  W latach 1566–1572 był kasztelanem kaliskim. Od 1572 sprawował obowiązki rotmistrza królewskiego i wojewody kaliskiego.
Podpisał dyplom elekcji Henryka III Walezego. 

## Dobra majątkowe
Posiadał dobra majątkowe na Sitnie i Jastrzębcu.

## Miejsce pochówku
Według Paprockiego zmarł w Niedzielę Wielkanocną 1 kwietnia 1584 roku w Krakowie. Został pochowany w kaplicy Zebrzydowskich na Wawelu w Krakowie.